# Munalampi
Munalampi är en sjö i Finland. Den ligger i kommunen Kuusamo i landskapet Norra Österbotten, i den nordöstra delen av landet, 700 km norr om huvudstaden Helsingfors. Munalampi ligger 258,2 meter över havet. Den ligger vid sjöarna Penikkajärvi och Kivijärvi. Den är 2,91 meter djup. Arean är 79,3 hektar och strandlinjen är 5,3 kilometer lång. Sjön  ingår i Kems huvudavrinningsområde. 